# Lidrico
Lidrico, o Liderico (nella prima metà dell'VIII secolo – 808 circa), fu governatore (guardaboschi o guardiacaccia) delle Fiandre.

## Origine
L'origine di Lidrico è incerta, ma secondo la Chronica Monasterii Sancti Bertini auctore Iohanne Longo de Ipra Lidrico era di nobile origine, discendeva da una famiglia comitale che risiedeva nella penisola iberica. Dei suoi genitori non si conoscono i nomi. Secondo lo storico portoghese, José Mattoso, si può supporre che fosse un discendente di nobili Visigoti.

## Biografia
Quando i Saraceni, chiamati dal duca d'Aquitania, Oddone I, stavano devastando la Gallia, inclusa l'Aquitania e lo stesso duca Oddone I, per fermarli, fu costretto a chiedere aiuto al maggiordomo di palazzo di tutti i regni Franchi, Carlo Martello, che, dopo essersi riconciliato con Oddone I, intervenne con il suo esercito, sempre secondo la Chronica Monasterii Sancti Bertini auctore Iohanne Longo de Ipra Lidrico era tra coloro che seguirono Carlo Martello e continuò a servirlo anche in seguito.
Sempre secondo la Chronica Monasterii Sancti Bertini auctore Iohanne Longo de Ipra Lidrico poi servì sotto il figlio di Carlo Martello, Pipino il Breve e poi ancora sotto il figlio di quest'ultimo, Carlo Magno.
Fu proprio Carlomagno che gli diede l'incarico di governare le Fiandre; secondo gli Annales S. Bavonis Gandensis 693-937, nel 792, Lidrico conte di Arlebec, assunse l'incarico di governatore delle Fiandre, mentre secondo la Lamberti Genealogia Comitum Flandriæ , nel 792, durante il regno di Carlo Magno, Lidrico Harlebeccense, vedendo le Fiandre disabitate incolte e boscose, se ne impossessò.
Secondo il Cartulaire de l'abbaye de Saint-Bertin Lidrico, senza essere citato col titolo di conte, fu il primo a governare le Fiandre.
Secondo il Cartulaire de l'abbaye de Saint-Bertin Lidrico morì nel corso dell'808, mentre secondo gli Annales Formosellenses, Lidrico morì nell'817 e fu sepolto ad Harlebecce. Anche gli Annales Blandinienses ricordano la morte di Lidrico e della sua sepoltura ad Arlabeka; la data dell'avvenimento (836) forse si riferisce al nipote, Odacre.

## Matrimonio e discendenza
Della moglie di Lidrico non si conoscono né gli ascendenti né il nome, ma secondo la Chronica Monasterii Sancti Bertini auctore Iohanne Longo de Ipra era figlia di un certo Gerardo del Rossiglione e dalla quale ebbe un figlio:
- Enguerrand[12] (tra il 760 ed il 780 – 825), che successe al padre nel governo delle Fiandre.

### Fonti primarie
- (LA)  Monumenta Germaniae Historica, Scriptores, tomus IX.
- (LA)  Monumenta Germaniae Historica, Scriptores, tomus XXV.
- (LA)  Cartulaire de l'abbaye de Saint-Bertin.
- (LA)  Rerum Gallicarum et Francicarum Scriptores, tomus tertius.
- (LA)  Monumenta Germaniae Historica, Scriptores, tomus II.
- (LA)  Monumenta Germaniae Historica, Scriptores, tomus V.

### Letteratura storiografica
- Christian Pfister, "La Gallia sotto i franchi merovingi: vicende storiche", cap. XXI, vol. I (La fine del mondo antico) della Storia del Mondo Medievale, pp. 688–711.
- C.H. Becker, "L'espansione dei saraceni in Africa e in Europa", cap. III, vol. II (L'espansione islamica e la nascita dell'Europa feudale) della Storia del Mondo Medievale, pp. 70–96.